# Une affaire de famille (film, 1987)
Pour les articles homonymes, voir Une affaire de famille et American Gothic.
Pour plus de détails, voir Fiche technique et Distribution.
Une affaire de famille (American Gothic) est un film d'horreur canado-britannique réalisé par John Hough et sorti en 1987.
Le titre original ainsi que l'affiche du film s'inspirent du tableau de Grant Wood, peint en 1930, American Gothic.

## Synopsis
À la suite d'un incident technique, six jeunes gens voyageant à bord d'un petit avion sont contraints de se poser sur une île oubliée, au large des États-Unis. Ils y découvrent une famille pour laquelle le temps semble s'être arrêté en 1920. Pa, Ma et leurs trois enfants consacrent leurs journées au travail de la ferme et la lecture de la Bible. D'abord séduits par cet étonnant retour dans le passé, les voyageurs déchantent rapidement : un à un, ils sont assassinés dans d'atroces conditions.

## Fiche technique
- Titre français : Une affaire de famille ou L'Île de la mort[2]
- Titre original anglais : American gothic ou Hide and Shriek ou Dark Paradise[2]
- Réalisation : John Hough
- Scénario : Burt Wetanson, Michael Vines
- Photographie : Harvey Harrison
- Montage : John Victor-Smith
- Musique : Alan Parker
- Production : Christopher Harrop, John Quested, Ray Homer, Michael Manley, George Walker, John O'Connor[2]
- Sociétés de production : Brent Walker PLC, Pinetalk, Manor Ground Productions, Gerrard & National Leasing, Vidmark Entertainment, Dale & Company[2]
- Pays de production :  Royaume-Uni •  Canada[3],[4]
- Langue originale : anglais
- Format : Couleurs • 1,85:1 - Son stéréo - 35 mm
- Genre : Horreur, slasher
- Durée : 89 minutes
- Date de sortie : 
  - France : 13 mai 1987 (Festival de Cannes 1987) ; 1989 (Alsace et province) ; 1993 (vidéo)[2]
  - Royaume-Uni : 17 août 1987

## Distribution
- Rod Steiger : Pa
- Michael J. Pollard : Woody
- Yvonne De Carlo : Ma
- Sarah Torgov : Cynthia
- Stephen Shellen : Paul
- Mark Lindsay Chapman : Rob
- Janet Wright : Fanny
- William Hootkins : Teddy
- Caroline Barclay : Terri
- Fiona Hutchison : Lynn